# Stepan Roudnytsky
 (mai 2025).
La mise en forme du texte ne suit pas les recommandations de Wikipédia : il faut le « wikifier ».
Les points d'amélioration suivants sont les cas les plus fréquents. Le détail des points à revoir est peut-être précisé sur la page de discussion.
- Les titres sont pré-formatés par le logiciel. Ils ne sont ni en capitales, ni en gras.
- Le texte ne doit pas être écrit en capitales (les noms de famille non plus), ni en gras, ni en italique, ni en « petit »…
- Le gras n'est utilisé que pour surligner le titre de l'article dans l'introduction, une seule fois.
- L'italique est rarement utilisé : mots en langue étrangère, titres d'œuvres, noms de bateaux, etc.
- Les citations ne sont pas en italique mais en corps de texte normal. Elles sont entourées par des guillemets français : « et ».
- Les listes à puces sont à éviter, des paragraphes rédigés étant largement préférés. Les tableaux sont à réserver à la présentation de données structurées (résultats, etc.).
- Les appels de note de bas de page (petits chiffres en exposant, introduits par l'outil «  Source ») sont à placer entre la fin de phrase et le point final[comme ça].
- Les liens internes (vers d'autres articles de Wikipédia) sont à choisir avec parcimonie. Créez des liens vers des articles approfondissant le sujet. Les termes génériques sans rapport avec le sujet sont à éviter, ainsi que les répétitions de liens vers un même terme.
- Les liens externes sont à placer uniquement dans une section « Liens externes », à la fin de l'article. Ces liens sont à choisir avec parcimonie suivant les règles définies. Si un lien sert de source à l'article, son insertion dans le texte est à faire par les notes de bas de page.
- La présentation des références doit suivre les conventions bibliographiques. Il est recommandé d'utiliser les modèles {{Ouvrage}}, {{Chapitre}}, {{Article}}, {{Lien web}} et/ou {{Bibliographie}}. Le mode d'édition visuel peut mettre en forme automatiquement les références.
- Insérer une infobox (cadre d'informations à droite) n'est pas obligatoire pour parachever la mise en page.

Pour une aide détaillée, merci de consulter Aide:Wikification.
Si vous pensez que ces points ont été résolus, vous pouvez retirer ce bandeau et améliorer la mise en forme d'un autre article.
 (mai 2025).
Le contenu est difficilement compréhensible vu les erreurs de traduction, qui sont peut-être dues à l'utilisation d'un logiciel de traduction automatique.
Stepan Rudnytsky (né le 3 décembre 1877 - 3 novembre 1937) est un géographe ukrainien, qui fut professeur à l'Institut d'éducation populaire de Kharkiv et directeur de l'Institut ukrainien de recherche scientifique en géographie et cartographie. Ses travaux ont porté tant sur la géographie humaine que sur la géologie de l'Ukraine.

## Biographie
Stepan Rudnytsky est né le 3 décembre 1877 à Peremyshl, en Galicie (aujourd'hui Przemyśl, en Pologne). La mère de Rudnytsky l'a encouragé à apprendre l'allemand et l'ukrainien. De 1895 à 1899, il a poursuivi ses études à l'Université de Lviv, puis à l'Université de Vienne de 1899 à 1901, sous la direction du géographe Albrecht Penck. Après avoir terminé ses études, Rudnytsky a enseigné dans une école secondaire à Ternopil entre 1902 et 1908. Il a ensuite enseigné à l'Université de Lviv et, au cours de cette période, il a écrit le livre en deux volumes intitulé « Une brève géographie de l'Ukraine » publié en 1910 et 1914.  

### Carrière

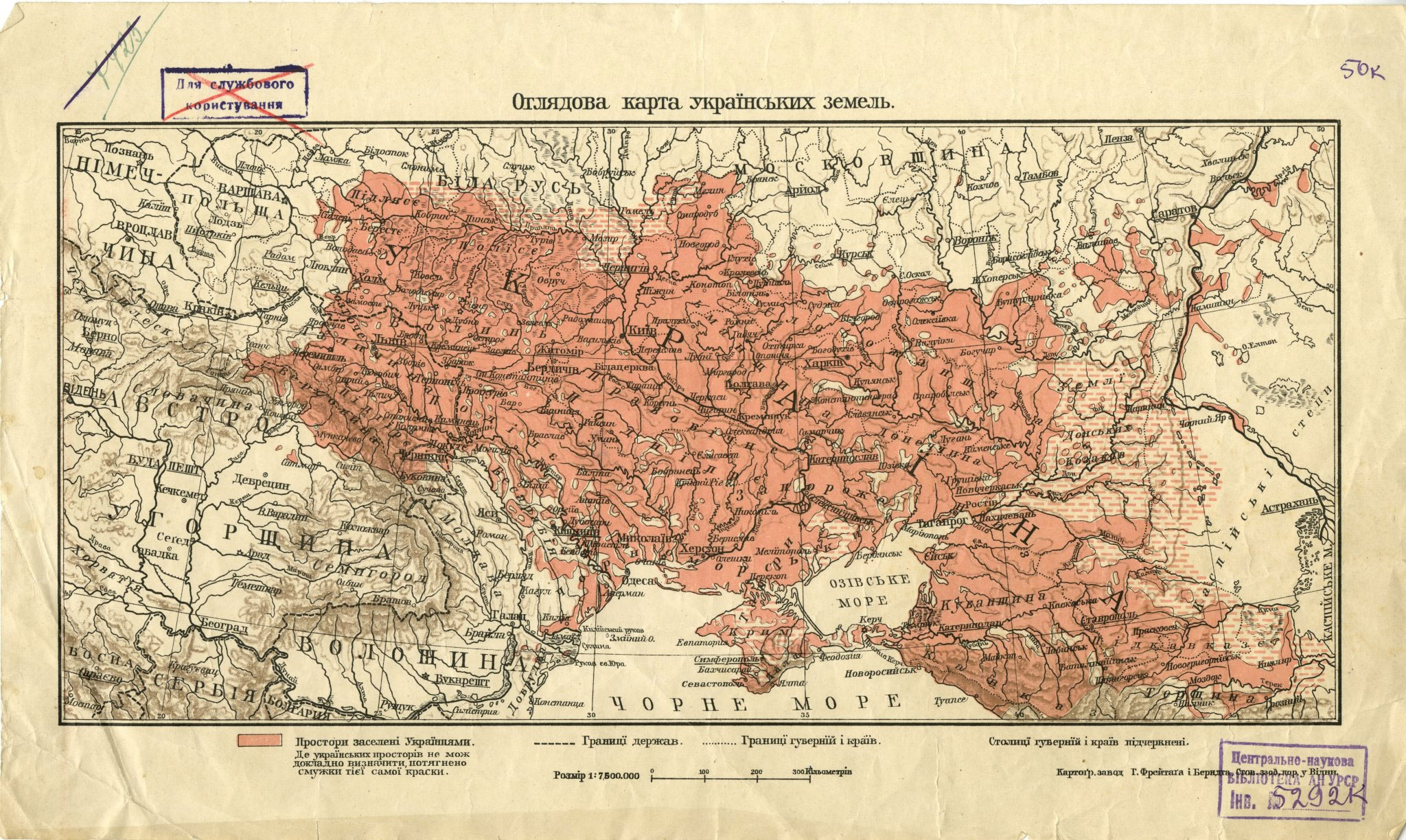
Une carte de l'Ukraine, préparée par Rudnytsky en 1915.

Stepan Rudnytsky a développé la terminologie géographique ukrainienne et a publié le premier dictionnaire spécialisé dans ce domaine en 1908 en tant que professeur d'université en géologie ukrainienne. Pendant la Première Guerre mondiale, il a vécu à Vienne et milita au sein de l'Union pour la libération de l'Ukraine. En 1918, il a préparé les premières cartes murales de la géographie physique de l'Ukraine. En 1926, Rudnytsky fut invité par le gouvernement ukrainien à organiser des recherches géologiques à Kharkiv et devint professeur à l'Institut d'éducation populaire de Kharkiv, ainsi que directeur de l'Institut ukrainien de recherche scientifique en géographie et cartographie.

### Décès
Le 33 septembre 1933, Rudnytsky fut arrêté par le DPU de la RSS d'Ukraine, accusé d'être membre d'une organisation contre-révolutionnaire, de sabotage et d'espionnage. Il a été condamné à cinq ans de détention dans les camps de « Svirlag » (Vepsland) et dans le camp spécial de Solovetsky (SLON Goulag). Ses étudiants ont également été arrêtés. Rudnytsky a également été condamné aux travaux forcés dans le canal de la mer Blanche à la mer Baltique. En 1935, il est transféré aux îles Solovets. Le 9 octobre 1937, le tribunal du NKVD de l'oblast de Léningrad condamna Rudnytsky à mort. Il a été exécuté par balle le 3 novembre dans le bosquet de Sandarmokh. Son exécution faisait partie des répressions de masse contre l'intelligentsia ukrainienne,. 

### Héritage
En 1965, Stepan Rudnytsky fut officiellement réhabilité par les autorités soviétiques, reconnaissant que les accusations portées contre lui étaient infondées. Cette décision a été en grande partie motivée par les efforts des géographes de l’Université de Lviv, qui ont plaidé pour la restauration de sa réputation. Après sa réhabilitation, les travaux de Rudnytsky ont commencé à être reconnus par les chercheurs et les historiens comme une figure fondamentale de la géologie ukrainienne,.